# 二郎镇 (古蔺县)
二郎镇，是中华人民共和国四川省泸州市古蔺县下辖的一个乡镇级行政单位。该镇和贵州省习水县习酒镇隔赤水河相对。

## 行政区划
二郎镇下辖以下地区：
二郎滩社区、复陶街社区、民胜村、玉林村、卢山村、华年村、雷家沟村、清水村、石榴村、文明村、龙滩村、石笋村、铁桥村、水泉村、渔塘村、复陶村和黄金村。
2020年6月9日，将原土城镇土城街社区、土城村、天井村、风光村、裕华村所属行政区域划归二郎镇管辖。

## 特产
郎酒：中国地理标志产品。

## 中国传统村落
2013年8月，红军街被评为第二批中国传统村落。